# Центр защиты прав СМИ
«Центр защи́ты прав СМИ» (полн. название — региональный фонд «Центр защиты прав средств массовой информации», ранее — «Центрально-Чернозёмный центр защиты прав СМИ») — российская некоммерческая организация, основанная Галиной Араповой в 1996 году и оказывающая правовую помощь журналистам, блогерам и фотографам по вопросам их профессиональной деятельности.

## История
«Центр защиты прав СМИ» был создан 15 ноября 1996 года в Воронеже. Идею по его созданию предложил президент «Фонда защиты гласности» Алексей Симонов, чей Фонд в то время развивал сеть региональных сотрудников для изучения свободы местных СМИ. В дальнейшем стало понятно, что управлять такой сетью централизованно из Москвы затруднительно и вместо этого появилась идея создать самостоятельные региональные организации. Такие мониторинговые Центры появились в восьми городах России: в Воронеже, Санкт-Петербурге, Екатеринбурге, Казани, Нижнем Новгороде, Новосибирске, Брянске, Ростове. Они отслеживали нарушения прав журналистов и оказывали бесплатную помощь редакциям СМИ в судебных делах. Сотрудница «Фонда защиты гласности» и выпускница юридического факультета Воронежского государственного университета Галина Арапова основала и возглавила воронежский Центр.
Первое время Центр располагался в здании кинотеатра «Юность», откуда в 2004 году переехал в район Девицкого выезда. По воспоминаниям Араповой, в самом начале деятельность Центра напоминала работу стартапа. Коллектив только начинал свою деятельность и никакой известностью среди журналистов не обладал, сама организация, как и все остальные Центры, состояла из нескольких человек: юриста, сотрудника службы мониторинга и бухгалтера. Изначально Галина Арапова была единственным юристом в организации: защищала журналистов, занималась консультациями, ездила в командировки.
К началу нового века почти все Центры прекратили своё существование, за исключением воронежского, который под руководством Галины Араповой наработал большой опыт по защите прав журналистов. По словам Араповой, «[организация] перешла на другой уровень». В 2005 году совместно с Союзом журналистов России и «Фондом журналистов г. Воронежа» Центр создал региональное жюри по информационным спорам Воронежской области. Постепенно расширился коллектив организации, появились новые лица; к 2007 году постоянный состав юристов расширился до шести человек. Также была организована неформальная сеть российских медиаюристов — около 25 человек, с которыми контактирует Центр и приглашает к работе, если те находятся в том географическом регионе, где происходит судебное дело.
Первоначально медиаюристы Центра работали в семи областях Центрального Чернозёмья: в Воронежской, Курской, Тамбовской, Липецкой, Рязанской, Белгородской, Тульской, но в дальнейшем организация расширила географию своей деятельности и на другие регионы России. В 2010 году Центр совместно с Союзом журналистов России и Союзом журналистов Дагестана достиг партнёрства касательно просвещения работников СМИ в северо-кавказском регионе.
За годы работы «Центр защиты прав СМИ» приобрёл признание и известность не только в России, но и на международном уровне. Он также стал партнёром многих организаций. В 2012 году совместно с «Инициативой по правовой защите СМИ» Центр организовал в Воронеже международную конференцию для медиаюристов «Современные проблемы, стратегии и тенденции в области правовой защиты СМИ», в которой приняли участие юристы России, стран Европы и Азии. В 2014 году совместно с «Союзом журналистов России» и «Артикль 19» Центр выпустил короткометражный документальный фильм Светланы Свистуновой «Журналисты под прицелом».
Семилетие своей деятельности Центр отпраздновал в 2004 году. В 2011 году организация отметила пятнадцатилетие. В 2016 году организации исполнилось двадцать лет.

## Цели работы
Приоритетами в своей деятельности «Центр защиты прав СМИ» называет помощь в развитии в России института свободы слова, улучшение возможностей журналистов и общества в отстаивании своих конституционных прав на свободу слова, свободу получения и распространения информации.

## Правовая помощь

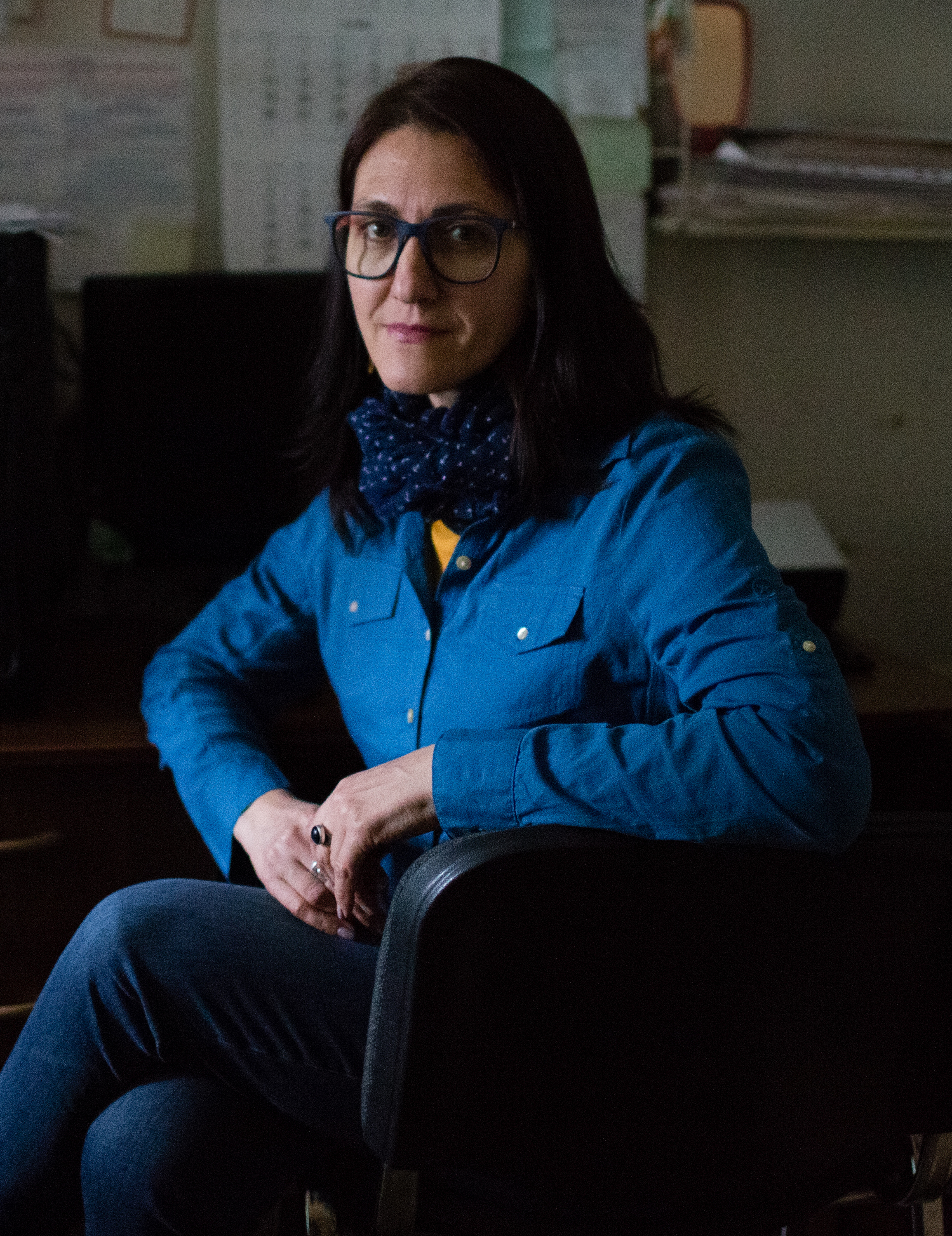
Галина Арапова в 2020 году

Юристы «Центра защиты прав СМИ» работают по всей России, оказывают профессиональную юридическую помощь журналистам и редакциям СМИ и ведут до 100 судебных дел в год. Организация проводит предпечатную правовую проверку журналистских текстов, анализирует нормативные акты в информационной области, а также ведет дела в Европейском суде по правам человека. Юристы Центра не ограничиваются защитой прав журналистов, но и предоставляют услуги, консультации блогерам, фотографам, чиновникам. По словам Галины Араповой в консультативной работе организации наиболее популярными темами являются вопросы, связанные с авторским правом, рисками при публикации фотографий, фейк-ньюс, рекламой, правилами освещения митингов, конфиденциальностью источников, защитой чести и достоинства, обыском и задержанием журналистов, блокировкой сайтов. Помимо защиты общественного интереса организация также оказывает услуги по регистрации СМИ, написанию уставов, договоров и прочее.
По информации «Радио Свобода» за более чем двадцатилетнюю работу «Центр защиты прав СМИ» оказал помощь множеству журналистов и редакций по всей России. Клиентами воронежской организации становились многие российские федеральные СМИ, среди которых «Российская газета», «Коммерсантъ», «Новая газета», ВГТРК, различные интернет-издания, в том числе «Холод», «7x7», «Koza.Press», «Важные истории», а также многочисленные районные газеты. В 2016 году Центр защищал студенческую газету «5 сов». «Центр защиты прав СМИ» активно помогает кавказскому сектору СМИ, организация защищала дагестанские газеты «Хакикат», «Черновик», издание «Терские ведомости» из Владикавказа и многие другие.
В 2014 году организация работала в 46 судебных делах, 30 из которых вела лично и 16 — дистанционно, а также оказала больше 4 тыс. консультаций.
Издания «Новая газета» и «Время Воронежа» писали, что у «Центра защиты прав СМИ» на 2015 год было порядка тысячи выигранных дел.
В 2016 году клиентом Центра стала газета «Нью-Йорк таймс».
В 2017 году организация участвовала почти в ста заседаниях и вела 48 судебных дел. В том же году Европейский суд по правам человека привлёк Центр, наряду с другими правозащитными организациями в области прав СМИ, в качестве третьей стороны по делу о клевете в отношении политика и блогера Алексея Навального, чтобы прояснить распространяются ли на него, как на блогера, те же права и ответственность перед законом, что и на журналистов.
Как сообщало издание Znak.com, с 2016 по 2021 годы Центр вёл в общей сложности почти 600 судебных дел и предоставил свыше 22 тыс. консультаций.

### Защита журналистов от РНЕ
В апреле 1998 года в «Центр защиты прав СМИ» обратились журналисты нововоронежской телекомпании «Кабельное телевидение». Журналисты сообщили, что Сергей Нечаев, руководитель местного отделения военизированной ультраправой организации «Русское национальное единство», подал иск о защите чести и достоинства из-за журналистского телефильма «Взрослые вопросы о детском досуге». Сюжет фильма был посвящён тому, как минувшей зимой в Нововоронеже по центральной улице маршировали несовершеннолетние сторонники РНЕ, 12-14 летние дети со свастиками на рукавах, во главе них шёл Сергей Нечаев с двумя овчарками. В своём фильме журналисты показали это шествие вместе с документальными кадрами гитлеровских маршей. После этого Нечаев встретился с директором телекомпании и сказал, что фильм дискредитирует РНЕ и лично его, и потребовал показать по телевидению получасовой фильм, снятый РНЕ, где разъясняется отличие между его организацией и гитлеровцами, однако директор телекомпании отказалась. После этого Нечаев подал судебный иск против «Кабельного телевидения», потребовав взыскать 200 тыс. рублей возмещения морального ущерба, предоставить эфирное время для разъяснения, что РНЕ и гитлеровцы не одно и то же, и принести ему официальные извинения.
На суде интересы журналистов телекомпании представляла юрист Центра Галина Арапова, которой на тот момент было 26 лет. Прошло три заседания, на последнем из которых судья вынес решение в пользу журналистов. Поскольку в то время уже было два похожих судебных процесса между РНЕ и журналистами — в Ставрополе и Южно-Сахалинске — и в обоих случаях пресса проигрывала, и суды выносили решение в пользу РНЕ, то решение суда в Нововоронеже стало прецедентом. Сама Арапова по завершении суда получила угрозы от одного из активистов РНЕ, который выразил намерение отомстить и сказал ей и журналистам, что «мы вас просто всех перестреляем». В дальнейшем против него возбудили уголовное дело по факту угрозы убийством, но в итоге закрыли за отсутствием события преступления. После этого активист начал преследовать Арапову. В один из дней, когда она шла на работу, она заметила, что идёт «в сопровождении» этого человека. По словам Араповой: «Он сказал, что поскольку моими мозгами был выигран процесс Нечаева против Кабельного телевидения, то именно я и должна поплатиться за это». Следователь центрального РОВД Воронежа не стала возбуждать по второй угрозе уголовное дело, сообщив Араповой, что люди из РНЕ пообещали ей, что Арапову не тронут, а угрожавшего активиста усмирят.

### Дело Елены Надтоки
В 2004 году мировой судья г. Новочеркасска признал виновными журналистку Наталью Андреевскую и редактора газеты «Вечерний Новочеркасск» Елену Надтоку в оскорблении мэра города Анатолия Волкова по статье 130 УК РФ «Оскорбление». Поводом к делу была статья Андреевской «За что сидит Алексей Федоров?», которая была опубликована в газете «Вечерний Новочеркасск», и в которой была фраза «воровливый алтайский мужик, занявший удобное высокое кресло». Мэр принял эту фразу на свой счёт и подал заявление о возбуждении уголовного дела против автора статьи и редактора газеты. Обоих признали виновными и оштрафовали: Андреевскую — на 10 тыс. рублей, Надтоку — на 50 тыс. рублей. Последующее обжалование обвинительного приговора ничего не изменило, и Надтока обратилась в Европейский суд по правам человека, заручившись помощью адвокатов из «Центра защиты прав СМИ» Галины Араповой и Тумаса Мисакяна. В 2016 году ЕСПЧ оправдал Надтоку и признал её потерпевшей. После этого 31 мая 2017 года Президиум Верховного суда России отменил обвинительный приговор Надтоке, отменил решения апелляционной и кассационной инстанций, журналистку полностью реабилитировали, судимость с Елены Надтоки была снята, ей также присудили компенсацию в 100 тыс. рублей за незаконное преследование. Этот случай стал первым в новейшей истории России, когда Верховный суд отменил приговор журналисту на основании решения ЕСПЧ.
Мы первый раз за многие годы смогли добиться отмены решения всех национальных судов по делу журналиста, после того как Европейский суд по правам человека отметил нарушение Европейской конвенции.—  Галина Арапова, директор и ведущий юрист Центра.

### Защита селянПатокиноиЕлизаветино
В 2008 году депутат Воронежской областной думы из «Единой России», генеральный директор ООО «Бутурлиновкамежрайгаз» и генеральный директор ООО «Газполимерсервис» Николай Котельников подал иск о защите чести и достоинства на жителя села Патокино Ивана Рыбалкина, потребовав от него публичных извинений. Дело началось из-за того, что во время газификации сёл Патокино и Елизаветино, местные жители, и среди них Рыбалкин, стали писать на Котельникова жалобы в районную прокуратуру и другие инстанции, указывая в своих заявлениях, что за газификацию, которую проводила его фирма «Газполимерсервис», Котельников принимает не деньги, а земельные паи. Как писало об этом деле издание РИА Воронеж, «крестьяне жаловались, что Котельников в обмен на газификацию заставляет людей отдавать свои земельные паи. В обмен на кусок [газовой] трубы согласившиеся люди продавали [его] организации свои чернозёмные паи за 12,5 тыс. рублей при их кадастровой стоимости порядка 300 тыс. рублей». Посчитав, что Рыбалкин является зачинщиком этих жалоб, Котельников подал иск против него. В августе состоялся суд: районный суд удовлетворил требования Котельникова. Однако Рыбалкин отказался приносить депутату публичные извинения и подал жалобу в областной суд, который 14 октября того же года отменил решение районного суда и направил дело на повторное рассмотрение.
На последующем суде вместе с Рыбалкиным ответчиками дополнительно стали 26 селян, которые, как и он, писали жалобы на депутата. Представителем Котельникова стал известный адвокат Станислав Рывкин, а за защиту сельчан взялась ведущий юрист и директор Центра Галина Арапова. Как писало издание РИА «Воронеж», «процесс выдался трудный, так как в суде встретились два блестящих юриста». После включения Араповой в дело, на судебный процесс обратили внимание СМИ, которые начали активно за ним следить. 20 апреля 2009 года суд встал на сторону селян. В дальнейшем депутата Котельникова исключили из партии, позднее он покинул региональный парламент.

### Издание «Ежедневный журнал»
13 марта 2014 года сайт интернет-издания «Ежедневный журнал» был заблокирован Роскомнадзором по решению Генеральной прокуратуры на основании «закона Лугового». Блокировка случилась из-за раздела на сайте, посвященному акциям в поддержку фигурантов «Болотного дела». На последующих судебных разбирательствах интересы ООО «Медиафокус» которое владеет сайтом, представлял юрист Центра. 29 августа 2014 года суд оставил сайт под блокировкой. 28 апреля 2015 года Московский городской суд отклонил апелляцию. 2 ноября была отклонена кассация. В 2016 году «Ежедневный журнал» подал жалобу в ЕСПЧ. В 2017 году издание запустило новый сайт, на котором не было запрещенного контента из предыдущего, но он был заблокирован Роскомнадзором на основании решения Генеральной прокуратуры от 13 марта 2014 года, что любые новые ресурсы, зеркала «Ежедневного журнала» должны быть заблокированы, если в них перенесли запрещенную информацию. В апреле 2018 года «Центр защиты прав СМИ» отправил меморандум в Европейский суд по правам человека, указывая, что блокировка подобного рода — без разъяснения причин и указаний на «проблемные» тексты — нарушила права СМИ и его авторов и не соответствует критериям Европейской конвенции и Международному пакту ООН о гражданских и политических правах. В январе 2020 года ЕСПЧ принял жалобу «Ежедневного журнала», а в июне признал блокировку несправедливой и присудил 11 тыс. евро в качестве компенсации. На 2021 год оба сайта остаются в России заблокированными.

### Газета «Семилукский вестник»
В 2016—2017 годах в газете «Семилукский вестник» вышло шесть статей, в которых рассказывалось о противостоянии жителей с огнеупорным заводом, который принадлежит ООО «Ника-Петротэк». В публикациях жители высказывали недовольство из-за загрязнения воздуха выбросами с завода и жаловались на ухудшение здоровья. Компания подала два иска о защите деловой репутации, после чего редакция газеты обратилась за юридической помощью к адвокатам из «Центра защиты прав СМИ»: интересы журналистов по первому иску представляла Светлана Кузеванова, по второму — Екатерина Зубань. 18 декабря 2018 года суд по первому иску встал на сторону газеты; 5 апреля 2019 года суд по второму иску тоже поддержал газету.

### Дело Игоря Рудникова
1 ноября 2017 года главного редактора калининградского издания «Новые колеса» и бывшего депутата Калининградской областной думы Игоря Рудникова задержали по обвинению в якобы вымогательстве $50 тыс. у главы Следственного управления Следственного комитета России по Калининградской области генерал-лейтенанта Виктора Леденёва. После задержания журналиста отправили в СИЗО на 1 год и 7 месяцев. К делу подключился «Центр защиты прав СМИ», по приглашению которого адвокаты Тумас Мисакян и Анна Паничева представляли интересы журналиста. На суде прокуратура просила приговорить Рудникова к колонии строгого режима на 10 лет. 17 июня 2019 года суд переквалифицировал дело на статью по самоуправству и журналиста освободили в зале суда.

### Юмореска о коррупции
13 ноября 2017 года прокурор Хвалынского района обратился в Вольский районный суд Саратовской области и потребовал запретить к распространению юмористическую статью «Как брать и как давать взятки, чтобы за это потом не взяли», опубликованную в екатеринбургской «Областной газете». Сам фельетон был придуман авторами юмористического журнала «Красная бурда», где и был впервые опубликован, после чего появился в «Областной газете». 8 декабря того же года суд согласился с позицией прокурора и постановил, что данная статья является инструкцией для совершения незаконных действий, и добавил её в реестр запрещённой информации. При этом о происходящем судебном разбирательстве «Областную газету» никто не уведомил, и редакция узнала о случившемся только после того, когда спустя год Роскомнадзор отправил в газету постановление суда и распоряжение удалить запрещенную статью. В дальнейшем редакция «Областной газеты» обратилась за юридической помощью к «Центру защиты прав СМИ». Адвокаты Центра Галина Арапова и Ольга Шацких разрабатывали стратегию защиты и наняли эксперта для проведения лингвистической экспертизы статьи, а юрист Елена Овчинникова, которая сотрудничает с воронежской организацией и была частью неформальной сети медиаюристов, которую поддерживал Центр, представляла интересы издания в суде. 30 сентября 2019 года Кировский районный суд Екатеринбурга удовлетворил жалобу «Областной газеты», признав, что данная статья не может быть запрещенной, после чего издание снова опубликовало её у себя на сайте.
В августе 2019 года, прокурор из Калининского района Краснодарского края, обратился в местный суд, чтобы тоже запретить статью, однако в декабре прокуратура отозвала свои претензии к тексту.
В 2022 году прокуроры из Ямало-Ненецкого автономного округа обратили внимание на статью, увидев её на сайте «Красной бурды», после чего Надымский городской суд признал её запрещённой. Медиаюрист Елена Овчинникова помогла обжаловать это решение, и в итоге Окружной суд Ямало-Ненецкого автономного округа отменил вердикт предыдущей инстанции и направил на новое рассмотрение в Верх-Исетский районный суд Екатеринбурга. В итоге, суд отменил решение о запрете статьи.
В 2023 году стало известно, что прокуратура Судогодского района Владимирской области подала иск о запрете статьи.

### Издание «Фонарь. ТВ»
В 2018 году президент Белгородской федерации плавания Геннадий Луценко подал иск на редакцию сетевого издания «Фонарь. ТВ». Поводом была информация из статьи «„Массовое плавание просто задушили“. Как в Белгородской области монополизировали детское плавание», которая задела достоинство и честь Луценко. Президент потребовал удалить порочащие сведения, опубликовать опровержение, принести ему извинения, а также взыскать с редакции компенсацию в 150 тыс. рублей. В дальнейшем в дело вступила и сама федерация, потребовав признать сведения из статьи недостоверными, удалить порочащий текст и взыскать с редакции 200 тысяч рублей за причиненный моральный ущерб. Редакция газеты обратилась к «Центру защиты прав СМИ» адвокат которого, Светлана Кузеванова, начала представлять интересы журналистов и выстраивала защиту. 25 октября 2018 года судья отклонил требования в иске.

### Дело Светланы Прокопьевой
5 февраля 2019 года против псковской журналистки Светланы Прокопьевой было возбуждено уголовное дело по оправданию терроризма из-за её статьи «Репрессии для государства». Прокопьеву защищала команда адвокатов в лице Виталия Черкасова из правозащитного объединения «Агора», Тумаса Мисакяна из «Центра защиты прав СМИ» и Татьяны Мартыновой из «Псковской коллегии адвокатов». Прокуратура требовала отправить журналистку в колонию общего режима на 6 лет и запретить на 4 года заниматься журналистикой после освобождения из колонии. 6 июля 2020 года суд признал Светлану Прокопьеву виновной и назначил наказание в виде 500 тысяч рублей штрафа.

### Дело Александра Пичугина
12 апреля 2020 года нижегородский журналист Александр Пичугин опубликовал в своём телеграм-канале «Сорокин хвост» саркастический пост, где говорилось, что в России проходит «спланированная акция по инфицированию смертельно опасной болезнью». Как в дальнейшем уточнял Пичугин, в своём посте он имел в виду празднование Вербного воскресенья и массовое посещение храмов верующими, несмотря на ограничения из-за пандемии COVID-19. На следующий день, 13 апреля, он удалил запись, когда узнал, что ею заинтересовалась ФСБ. Вечером 16 апреля к Пичугину нагрянули сотрудники УФСБ со спецназом, которые устроили обыск, изъяли телефон с ноутбуком и доставили журналиста на допрос в Следственный комитет, после чего отпустили в качестве подозреваемого по делу о распространении заведомо ложной информации о коронавирусе COVID-19. 17 апреля было возбуждено уголовное дело по статье о фейк-ньюс — 207.1 УК РФ (публичное распространение заведомо ложной информации об обстоятельствах, представляющих угрозу жизни и безопасности граждан). В дальнейшем интересы Пичугина на суде представляли адвокаты Тумас Мисакян и Даниил Козырев при поддержке «Центра защиты прав СМИ». В деле было несколько экспертиз. Со стороны защиты экспертизу выполнила кандидат филологических наук, доцент кафедры теоретической и прикладной лингвистики Института филологии и журналистики ННГУ Елизавета Колтунова, которая сказала, что пост Пичугина воспринимать как новостное сообщение нельзя, он носит саркастическую форму и не представляет угрозы жизням. Со стороны обвинения экспертизу выполнила Юлия Бараблина из экспертно-криминалистического отдела Следственного комитета, которая не увидела в посте Пичугина метафоры или сатиры и заявила, что в тексте речь идёт о действиях, которые мыслятся как реально существующие или существовавшие. Третью экспертизу, уже по поручению суда, выполнили специалисты Приволжского регионального центра судебной экспертизы Минюста РФ, которые пришли к выводу, что пост журналиста представлял собой не утверждение о факте, а развернутую метафору. Прокуратура потребовала дать наказание Пичугину в виде 2,5 лет ограничения свободы. 11 ноября 2020 года суд признал журналиста виновным и оштрафовал на 300 тыс. рублей. Пичугин сообщил, что будет обжаловать приговор.

### Сайт Agrobook.ru
23 ноября 2020 года оренбургская транспортная прокуратура подала иск в суд на сайт agrobook.ru, который принадлежит издательскому дому «Крестьянин», из-за объявления на нём продажи пекинской капусты, выращенной в Польше. Данное объявление было опубликовано в 2013 году пользователем сайта, у которого в профиле было указано ООО «Балканский торговый дом». В 2014 году Россия ввела продовольственное эмбарго на продукты из Европейского союза. В своём иске прокуратура просила признать информацию из объявления запрещённой, поскольку она создаёт угрозы интересам и национальной безопасности России. В дальнейшем стало известно, что ООО «Балканский торговый дом» прекратило существование в 2018 году, на момент подачи прокуратурой иска компания уже не действовала, что делало это объявление потерявшим силу и неактуальным. Интересы издательского дома представляла адвокат из «Центра защиты прав СМИ» Екатерина Шмыгина. В декабре 2020 года Центральный районный суд Оренбурга удовлетворил требования прокуратуры и запретил объявление, но в марте следующего года Оренбургский областной суд отменил решение предыдущей инстанции и направил на пересмотр. 19 апреля 2021 года прокуратура прекратила производство дела.

## Просвещение
«Центр защиты прав СМИ» выпускает инструкции и рекомендации по работе журналистов, ведёт одноимённый YouTube-канал и подкаст «Цифровое средневековье», а также проводит исследования, конкурсы, вебинары и семинары. Известно, что юристы Центра проводят образовательные мероприятия, семинары, тренинги для журналистов, пресс-служб, адвокатов, судей во многих городах России. В вопросах просвещения организация сотрудничает с государственными ведомствами, однажды воронежских медиаюристов приглашали читать лекции для пресс-службы московской милиции:

Российская газета: Скажите, а почему вас приглашают читать лекции московской милиции?

Галина Арапова: Да, московские милиционеры прониклись к нам особой дружбой. Руководители пресс-служб ГУВД Москвы и Московской области присутствовали однажды на семинаре в Воронеже, им понравилось наше занятие по проблемам взаимоотношения СМИ и органов внутренних дел. Мы рассказывали [на семинаре], как писать для СМИ криминальную сводку, кто ответственный за распространение информации, как готовятся пресс-релизы, какую информацию можно распространять, а какая относится к тайне следствия, к конфиденциальной. Нас стали регулярно приглашать проводить обучение пресс-служб московской милиции.— Российская газета
В 2015 году организация совместно с Управлением Федеральной антимонопольной службы по Воронежской области и издательским домом «Свободная пресса» организовала семинар «Новации законодательства о рекламе», в 2019 году Центр принимал участие в публичных обсуждениях, которые проводило УФАС по Воронежской области, по правоприменительной практике; выступление Центра касалось проблем правоприменения при размещении рекламы редакциями СМИ.

### Европейская конвенция
После того, как 30 марта 1998 года Российская Федерация ратифицировала Европейскую конвенцию о защите прав человека и основных свободах, юристы «Центра защиты прав СМИ» начали помогать российским судьям как понимать и использовать в своей практике статью 10 Конвенции, которая затрагивает право на свободу выражения мнения. Например, организация разрабатывала и проводила для судей Воронежской, Белгородской, Липецкой, Орловской, Рязанской и Тульской областей образовательные семинары «Защита свободы выражения мнения в российском законодательстве и в рамках ст.10 Европейской Конвенции о защите прав человека». 
Об этом же вкладе воронежского Центра рассказывает доктор юридических наук Университета Кембриджа Антон Бурков в своей книге «Конвенция о защите прав человека в судах России». В ней он отмечает, что, рассматривая дела о диффамации, суды первое время не перенимали опыт ЕСПЧ. Бурков пишет, что судьи игнорировали принципы Конвенции потому, что они были незнакомы с этой областью права. В дальнейшем, с помощью юристов Центра, которые в 2001—2002 гг. проводили образовательные семинары и тренинги для судей первой и кассационной инстанций из Центрально-Чернозёмного района, в том числе для судей из Рязанского областного суда, Липецкого областного суда, Нижнего Новгорода, Воронежской области, а также издавали переводы постановлений ЕСПЧ и бесплатно распространяли их среди судей, ситуация в 2003 году изменилась в лучшую сторону. По словам Буркова, в практике Центра не осталось дел, в которых судьи бы полностью игнорировали Конвенцию. Подавляющее большинство дел, за которые берётся воронежская организация, разрешаются в соответствии с Конвенцией и практикой ЕСПЧ в пределах правовой системы России. 
Юристам Центра защиты прав СМИ потребовалось три года для изменения отношения судей к Конвенции в Центрально-чернозёмном регионе.— Антон Бурков, доктор юридических наук
Главный редактор газеты «Красное знамя» и председатель Ассоциации редакторов районных и городских газет Липецкой области Вениамин Дёмин также указывает, что воронежский Центр помог судьям.
Центр защиты прав СМИ построил работу таким образом, что судьи стали просвещёнными.— В. Дёмин, главный редактор газеты «Красное знамя»

### Судебная база по делам СМИ
В 2007 году «Центр защиты прав СМИ» начал работать над электронной базой данных российской судебной практики по информационному праву, которую запустил в сеть в 2011 году и с тех пор ведёт и обновляет.

### Резонанс

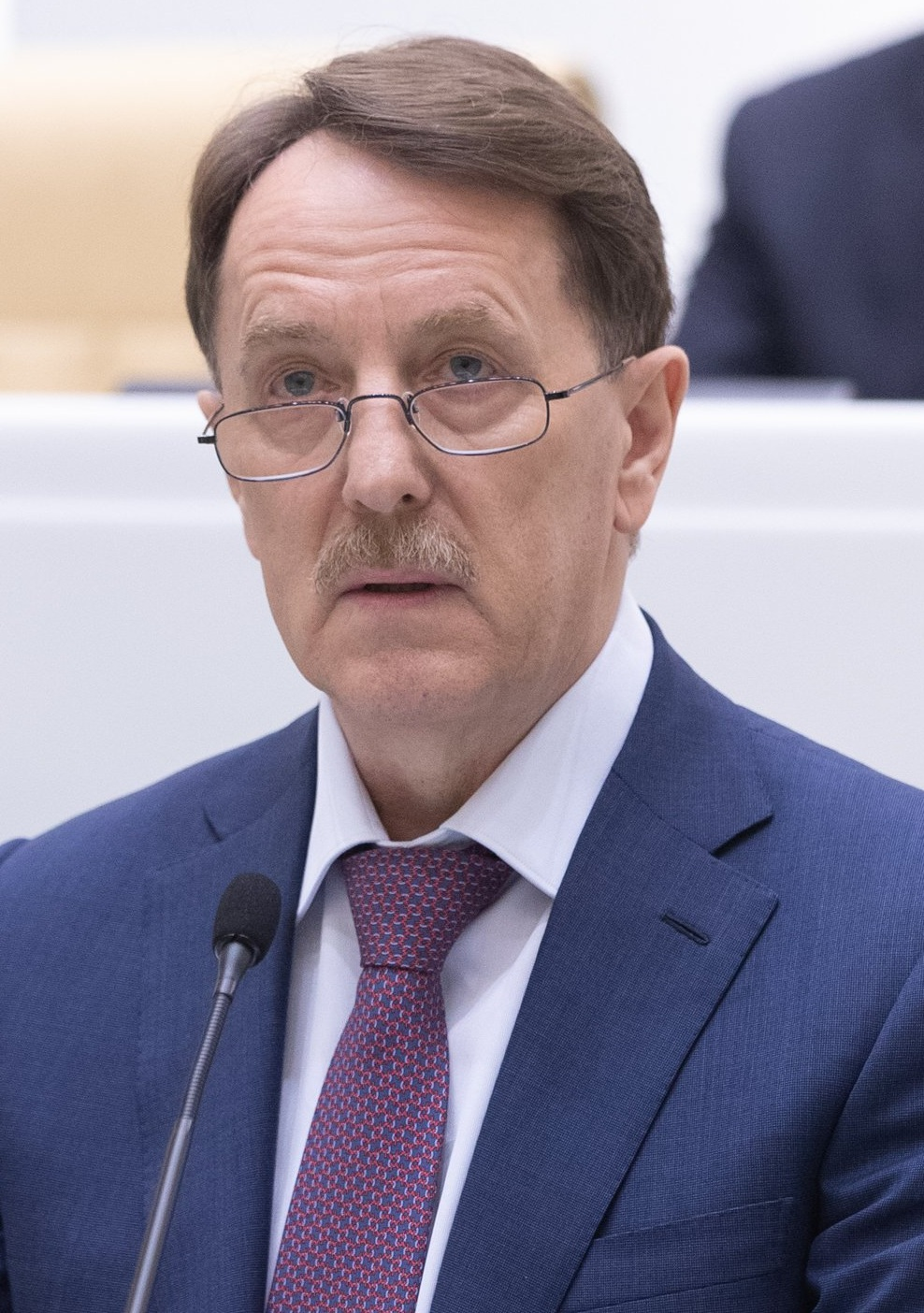
Губернатор Воронежской области Алексей Гордеев: «Я считаю, что это решение неправильное. […] Могу засвидетельствовать где угодно — ни разу не видел в их работе политических подходов».